# Дельен, Жак-Франсуа
Жак-Франсуа́ Делье́н (фр. Jacques-François Delyen; 25 июля 1684, Гент — 3 марта 1761, Париж) — французский живописец и гравёр фламандского происхождения, портретист.

## Биография
В 1710—1715 годах учился у Николя де Ларжильера, позже писал под влиянием творчества и стиля мастера.
В 1725 году, представив портреты Николя Бертена и Гийома Кусту Старшего (оба в Версале), был принят в Королевскую академию живописи и скульптуры в Париже.
В 1737—1747 годах регулярно выставлял свои работы в Академии.
Автор большого количества портретов современников.

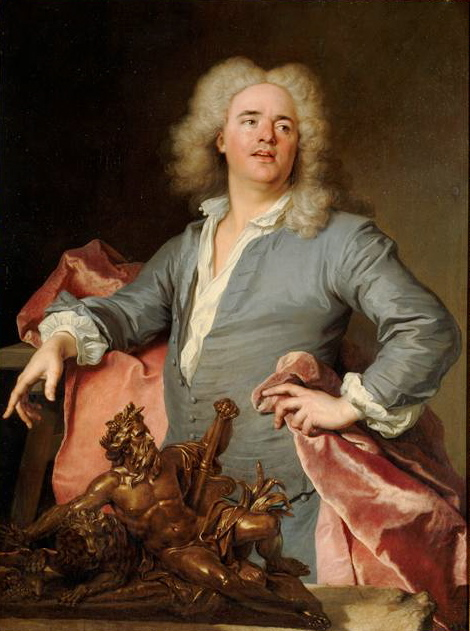
Гийом Кусту. 1724
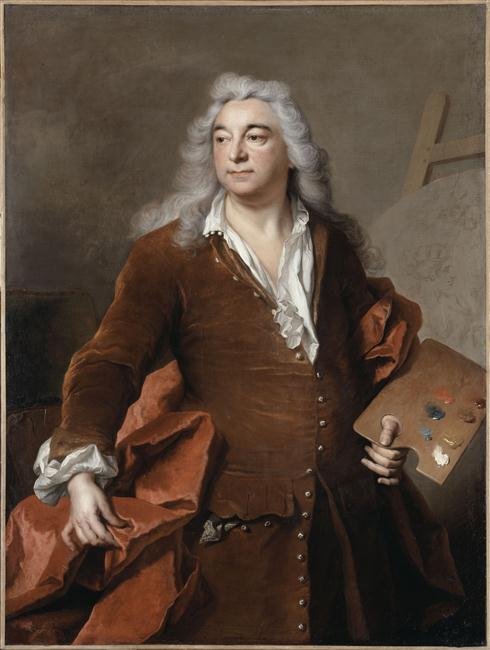
Никола Бертен. 1725